# Богухвалув
Богухвалув (пол. Boguchwałów, нім. Hohndorf) — село в Польщі, у гміні Баборув Глубчицького повіту Опольського воєводства.
Населення — 268 осіб (2011).

## Демографія
Демографічна структура станом на 31 березня 2011 року:
|          | Загалом | Допрацездатний вік | Працездатний вік | Постпрацездатний вік |
| -------- | ------- | ------------------ | ---------------- | -------------------- |
| Чоловіки | 132     | 22                 | 99               | 11                   |
| Жінки    | 136     | 26                 | 75               | 35                   |
| Разом    | 268     | 48                 | 174              | 46                   |